# Lepus othus
Lepus othus е вид бозайник от семейство Зайцови (Leporidae).

## Разпространение
Видът е разпространен в САЩ (Алеутски острови и Аляска).